# Opetia nigra
Opetia nigra är en tvåvingeart som beskrevs av Johann Wilhelm Meigen 1830. Opetia nigra ingår i släktet Opetia och familjen svartflugor. Arten är reproducerande i Sverige. Inga underarter finns listade i Catalogue of Life.

## Bildgalleri

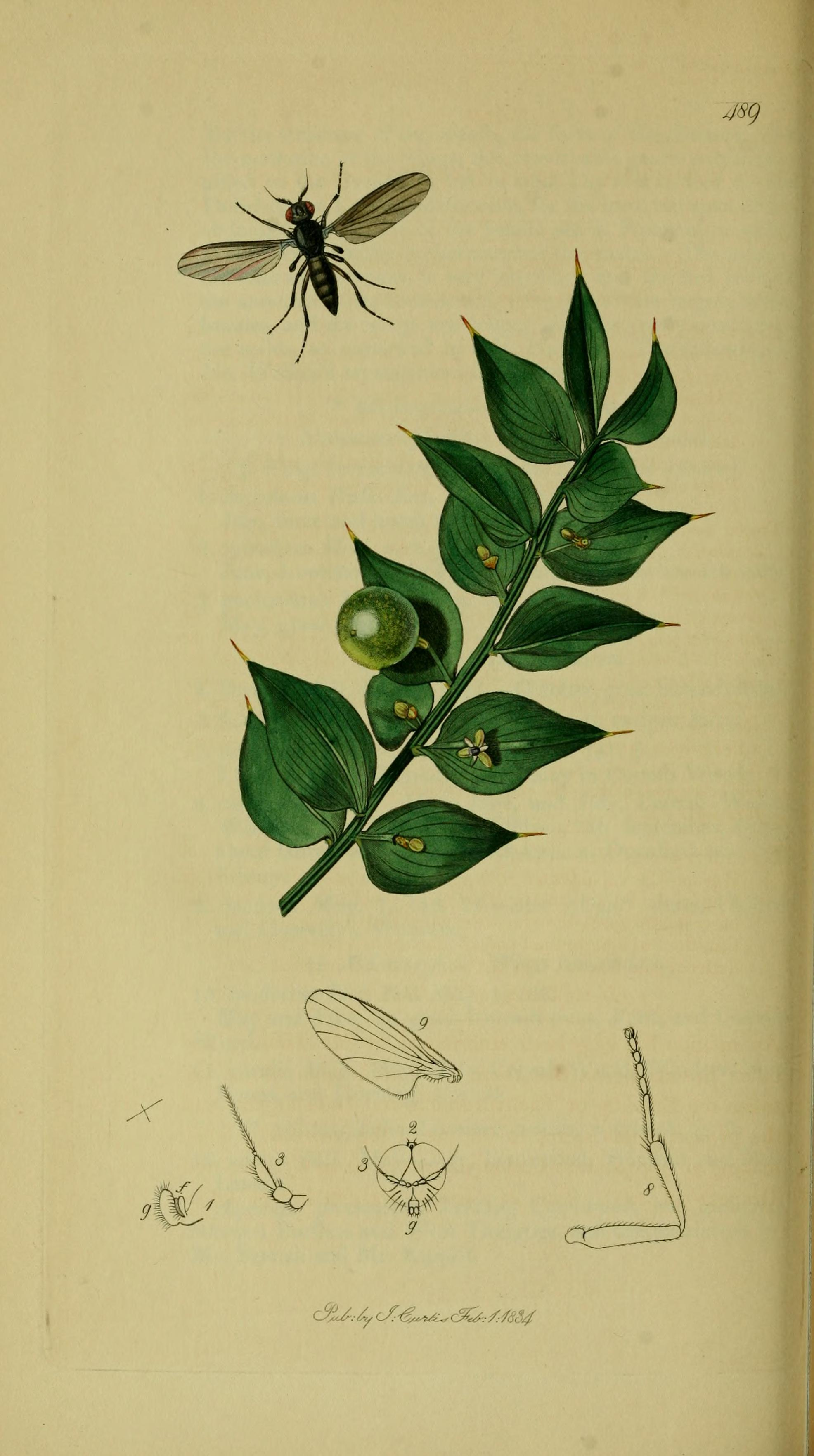